# Louise (film, 2015)
Pour les articles homonymes, voir Louise.
Pour plus de détails, voir Fiche technique et Distribution.
Louise est un film français réalisé par Jean-François Gallotte et sorti en 2015.

## Fiche technique
- Titre : Louise
- Réalisation :	Jean-François Gallotte
- Scénario : Irène Sohm, Aurélie Martin et Charlotte Sohm
- Photographie : Aurélie Martin
- Décors : Laure Lepelley
- Son : Raoul Fruhauf
- Montage : Aurélie Martin
- Musique : Suffocating Minds - Modraw - Jean-Claude Stephan
- Production : Exo 7 Productions
- Distribution : Les Films des deux rives - Les Mutins de Pangée
- Pays :  France
- Durée : 86 minutes
- Date de sortie : France - 18 mars 2015

## Distribution
- Claudine Baschet
- Charlotte Sohm
- Serge Djen
- Julie Marbœuf
- Isabelle Brochard
- François Frappier
- Jean-François Gallotte